# Пранас Ейдукявічюс
Пранас Ейдукявічюс (лит. Pranas Eidukevičius; 7 жовтня 1869 — 7 березня 1926) — один з організаторів і перший керівник Комуністичної партії Литви.

## Біографія
Народився в сім'ї залізничника. Працював металістом. Від кінця 1880-их років брав участь у революційному русі в Каунасі, потім у Ризі та Гродно. Був учасником Революції 1905—1907 років у Лодзі та Вільно. Від 1906 до 1918 року був членом ЦК СДП Литви, працював у більшовицьких виданнях («Соціал-демократ», «Правда»). У лавах СДПЛ брав участь у керівництві революційним крилом СДПЛ, на VII з'їзді СДПЛ (Краків, серпень 1907) відстоював ідею об'єднання з РСДРП. Мав тісні зв'язки з Польським робітничим рухом, упродовж 10 років взаємодіяв з Польською соціалістичною партією.
За сприяння Леніна отримав кошти для працівників шкіряної промисловості Вільно, які проводили страйк. Намагаючись утекти від переслідування після провалу очолюваних ним страйків, 1909 року на рік виїхав до США. Неодноразово заарештовувався. Арешт 1913 року йому замінили на заслання до тих же Сполучених Штатів. Після повернення, у 1915—1918 роках очолював Центральне бюро робітничих профспілок у Вільнюсі. Від травня 1918 року перебував на підпільній партійній роботі. У жовтні 1918 року став одним з організаторів I з'їзду КП Литви, на якому його обрали головою ЦК партії.
1918 року брав участь у встановленні радянської влади в Литві, у 1918—1919 роках був головою Президії Вильнюської ради. Після повалення радянської влади (1919) перебував на керівних і господарських посадах в РРФСР. Делегат X з'їзду РКП(б).
Помер 7 березня 1926 року в Москві. Похований на Новодівичому цвинтарі.